# Adam Haslmayr
Adam Haslmayr (auch Haslmair; * 31. Oktober 1562 in Bozen; † nach 16. Januar 1630 in Augsburg) war ein deutscher theosophischer Schriftsteller und Komponist.
Er besaß wie sein Vater das Bürgerrecht in Bozen, besuchte die Schule in Bozen und Brixen, wo er beim Domorganisten Andreas Casletanus lernte, und war dann kurz Schulmeister in St. Pauls und ab 1588 lateinischer Pfarrschulmeister in Bozen. Nebenher war er Chorleiter in der Kirche und komponierte. 1592 gab er seine Liedersammlung für mehrere Stimmen Newe Teutsche Gesang in Augsburg in Druck.

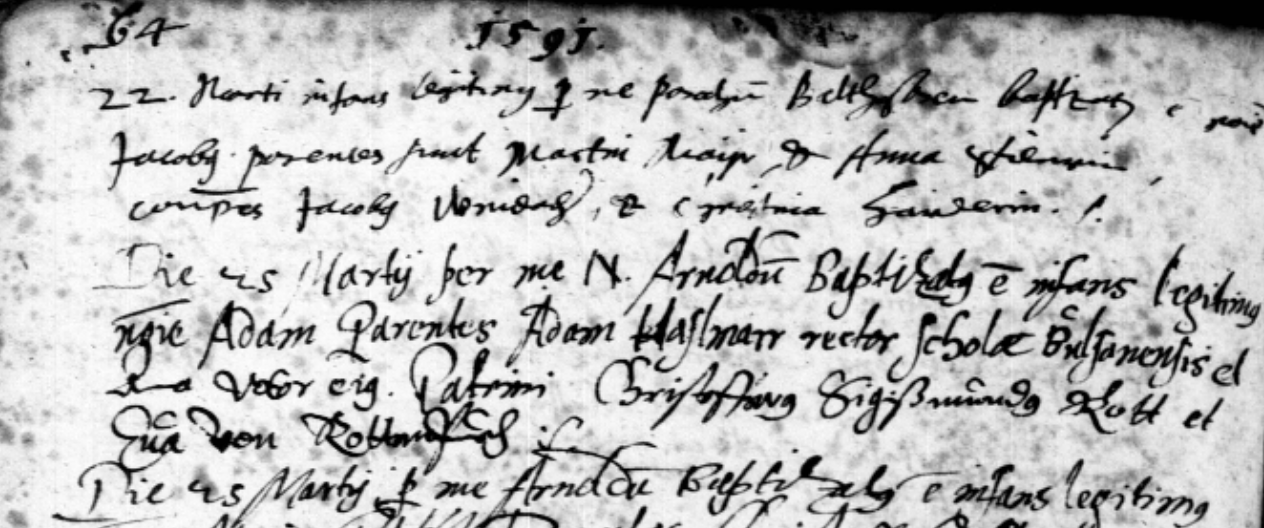
Taufeintrag vom 25. März 1591 im Kirchenbuch der Pfarre Bozen mit Nennung von Schulmeister Adam Haslmair (rector scholæ Bulsanensis) und seiner Frau Anna und ihres neugeborenen Sohnes Adam

Haslmayr befasste sich mit den Schriften von Paracelsus und veröffentlichte 1603 ein Theophrastisch Puechlein, was zu seiner Entlassung aus dem Schuldienst führte. Er konnte das Interesse von Erzherzog Maximilian von Tirol gewinnen, der ihn finanziell bei weiteren Studien unterstützte. Um 1605 zog er nach Schwaz und 1610 nach Heiligkreuz bei Hall in Tirol.
Er hatte auch Kontakte zu okkultischen theosophischen Strömungen der frühen Rosenkreuzer (deren Fama Fraternitatis er seit 1610 noch vor ihrem Druck kannte und auf die er 1612 eine zustimmende Antwort drucken ließ), so zu dem Fürsten August von Anhalt, Benedictus Figulus und dem Stadtarzt Karl Widemann in Augsburg. Im katholischen Tirol verdächtigte man ihn des Calvinismus und abweichender Lehren. Neben den lokalen Jesuiten tat sich auch der Anti-Paracelsische Arzt von Hall Hippolyt Guarinoni in der Verfolgung von Haslmayr hervor, der deswegen trotz Fürsprache einflussreicher Persönlichkeiten 1612 zu einer Galeerenstrafe in Genua verurteilt wurde, von der er erst 1617 freikam. Eine Beschreibung seiner Zeit auf See findet sich in einem Manuskript Haslmayrs im Niedersächsischen Staatsarchiv in Wolfenbüttel. Später lebte er in Augsburg, wo auch eine Sammlung von Chorwerken erschien.
Bei den gegen ihn gerichteten Verfahren gab er offen zu, von der katholischen Lehre abzuweichen. Er trat für eine Rückkehr zur Urkirche ohne Priesterweihe und gegen die Verweltlichung der Kirche seiner Zeit ein. Genauso wie zur katholischen Kirche war er aber auch auf Distanz zum Protestantismus und seinen Ausprägungen. Er brachte dabei auch Ideen aus Kabbala und paracelsischen Schriften ein. Er lehnte nach Joachim Telle humanistische Gelehrsamkeit ab, verspottete sie als Narristotelei und wollte Wissen nur aus der Bibel und in der Folge von Paracelsus aus der Natur schöpfen. Seine neue Lehre nannte er Theophrastia Sancta.
Er heiratete vor 1587 Anna (gestorben 1615). Ein Sohn Adam (um 1587–1665) war Lehrer, Metallurg und Alchemist in Hall und Wattens.
Im Buch von Carlos Gilly ist auch ein Verzeichnis von Joachim Morsius (Nuncius Olympicus... Von geheimen Büchern, Philadelphia (= Amsterdam) 1626) von Handschriften von Haslmayr abgedruckt. Es gibt einige Autographen, andere Schriften sind nur dem Titel nach bekannt.
Als literarische Figur taucht er in Gustav Meyrinks Die vier Mondbrüder auf und in Walter Ummingers Das Winterkönigreich (1994).

## Werk
- Antwort: An die Lobwürdige Brüderschafft der Theosophen vom Rosenkreutz R. R. ... Ad Famam Fraternitatis einfältigst geantwortet... (Digitalisat HAB), Kassel 1614 (Nachdruck)
- Discantus. Newe Teütsche Gesang, Augsburg 1592

Außerdem unter dem Namen von Paracelsus:
- Astronomia Olympi Novi. Theologia Cabalistica. In: Philosophia mystica. Neustadt (= Frankfurt am Main) 1618.
- Character Cabalisticus. In: Liberius Benedictus (Hrsg.): Nucleus Sophicus. Frankfurt am Main 1623.